# 理查德·迪瓦尔

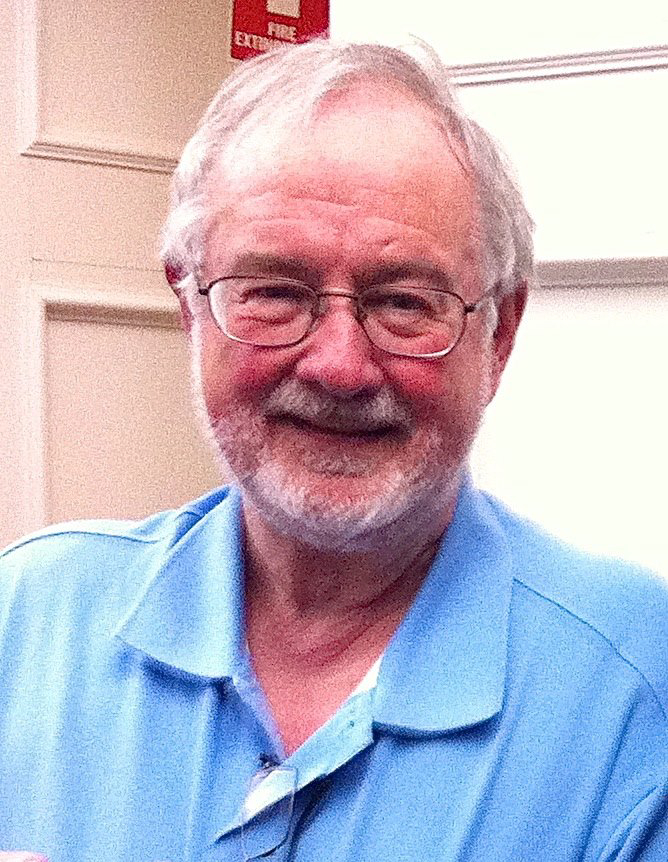
2012年的理查德·迪瓦尔

理查德·迪瓦尔（英語：Richard Divall，1945年9月9日—2017年1月15日），新南威尔士悉尼人，是一名澳大利亚作曲家与音乐学家。他曾经担任九年的澳大利亚广播公司音乐编导。
1972年之后，在琼·哈蒙德的邀请下，他担任澳大利亚维多利亚墨尔本的维多利亚国家歌剧院的音乐主编，并效力长达二十五年，期间培养了尼古劳斯·哈农库特、查爾斯·馬克拉斯、雷金纳德·古道尔、沃尔夫冈·瓦格纳等人。
2017年1月15日，他在墨尔本因病去世，享年71岁。